# Ayuda humanitaria

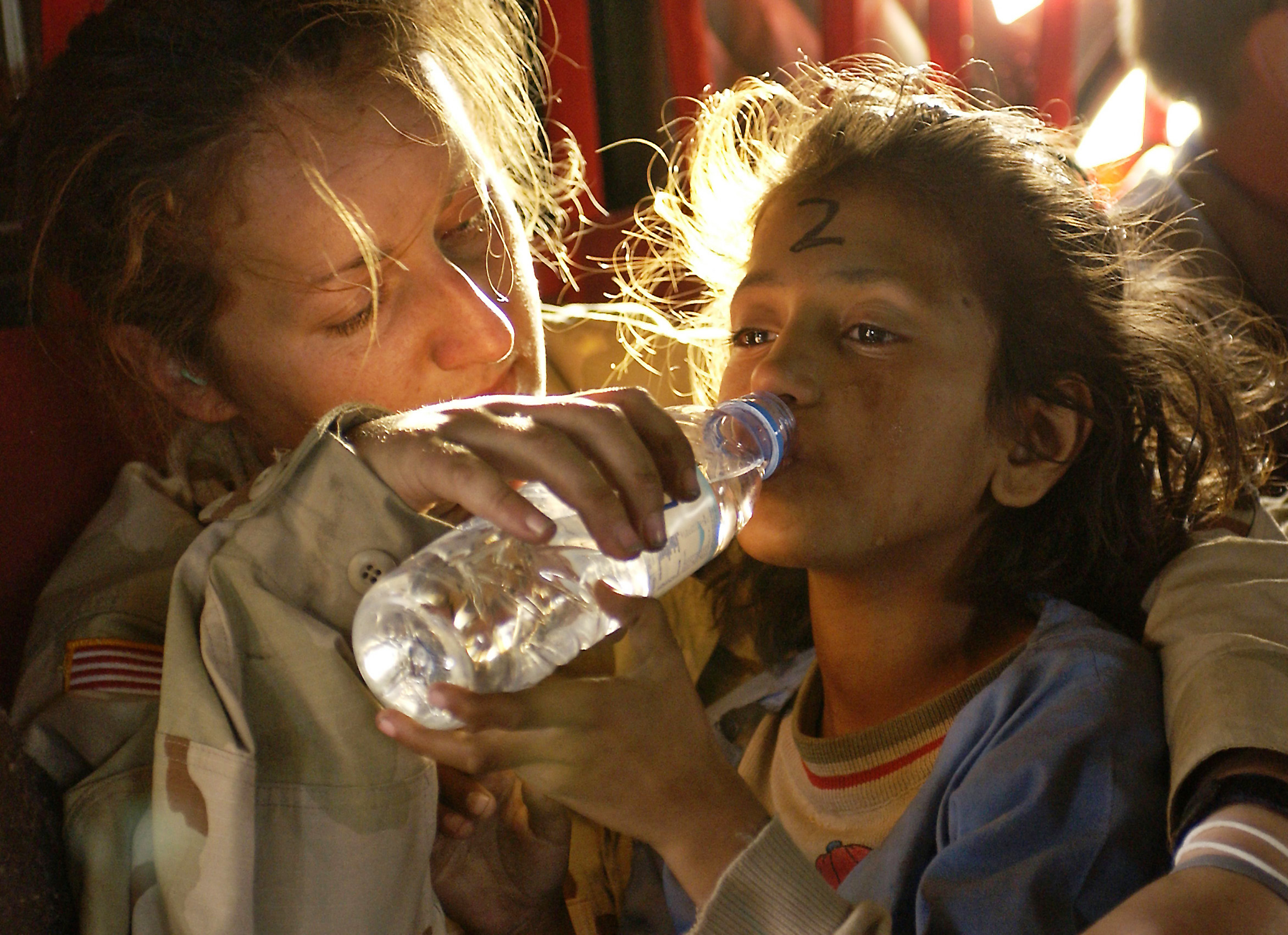
Una soldado dando agua a una joven paquistaní.

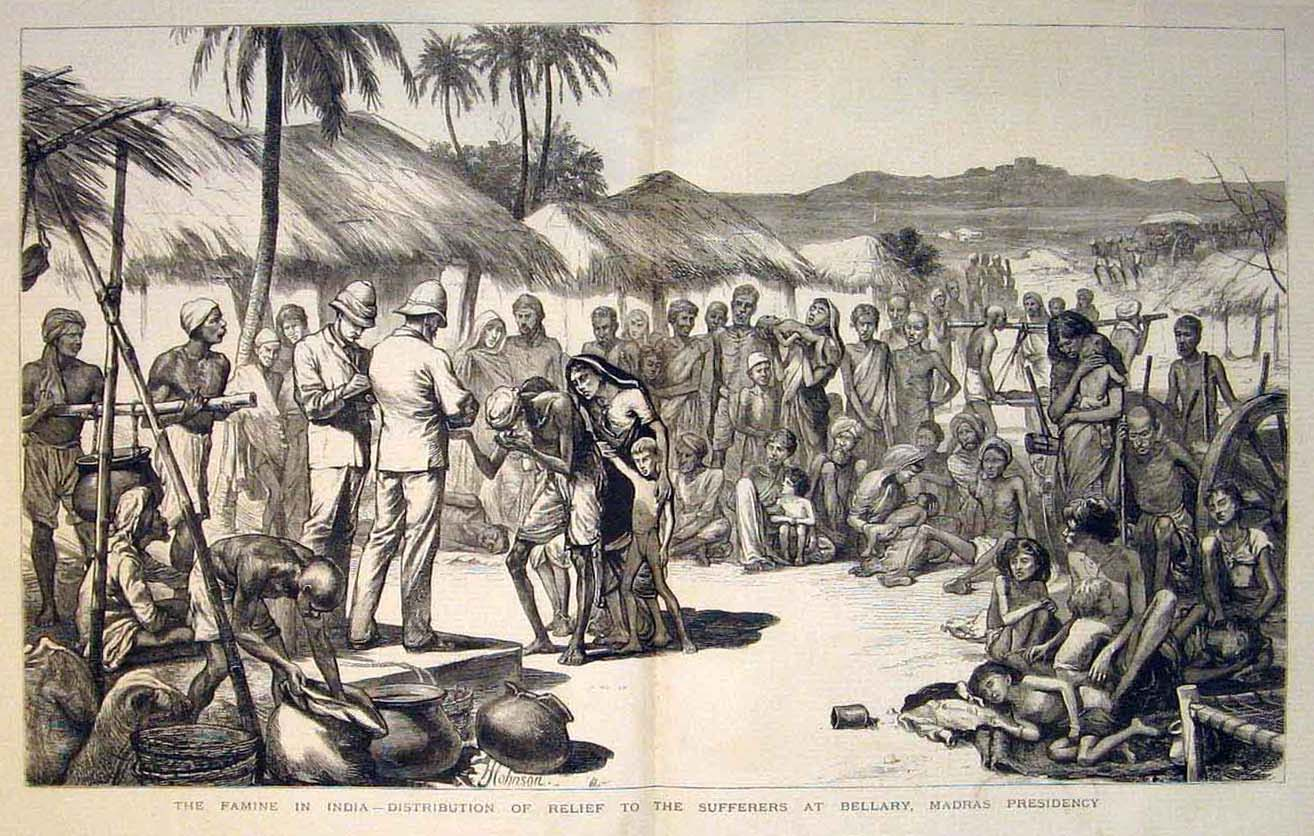
Distribución de ayuda para aliviar la
hambruna que se sufría en 1877 en Bellary, India; dibujo de la publicación 'The Illustrated London News' del 26 de mayo de 1877.

La ayuda humanitaria es una forma de solidaridad o cooperación, que generalmente es destinada a las poblaciones pobres, o a las que han sufrido una crisis humanitaria, como los provocados por fenómenos naturales (sismos, tsunamis, etc.) o una guerra. Debe seguir los principios humanitarios de imparcialidad, neutralidad, humanidad e independencia operacional.
Esta forma de ayuda responde a las necesidades básicas o de urgencia: hambre, salud, reconstrucción de las infraestructuras tras un sismo, educación, protección de la infancia y poblaciones desfavorecidas, construcción o saneamiento de las redes de agua, construcción de las redes de comunicación, etc. Normalmente se distingue la ayuda humanitaria de urgencia de la cooperación para el desarrollo en función del contexto y las necesidades de cada país.
Esta ayuda puede ser económica o material: donación de materiales y equipamientos o comida de primera necesidad, envío de profesionales que intervienen directamente en el lugar, llamados cooperantes. Los enfoques basados en dinero en efectivo se han convertido en una estrategia cada vez más común para brindar asistencia humanitaria. Una revisión sistemática examinó la eficacia, eficiencia e implementación de estos enfoques en entornos de emergencia humanitaria. Dicha revisión resumió la evidencia de cinco evaluaciones de impacto, 10 estudios de eficiencia, y 108 estudios de barreras y ventajas en la implementación de asistencia humanitaria basada en transferencias de efectivo.
Los resultados de la revisión indican que las transferencias monetarias no condicionadas y los cupones alimenticios pueden mejorar la seguridad alimentaria de los hogares afectados por conflictos, inseguridad alimentaria y sequía. Asimismo, las transferencias monetarias conducen a mayores mejoras en la diversidad y calidad de la dieta que las transferencias de alimentos, aunque estas últimas tienen más éxito en aumentar la ingesta calórica per cápita. Por último, las transferencias monetarias tienen un menor costo por beneficiario que los cupones, los que a su vez tienen un menor costo por beneficiario que la distribución de alimentos en especie.
La ayuda humanitaria puede provenir de:
- Asociaciones (laicas o confesionales, incluso ideológicas) y las ONG humanitarias. Ambas suelen financiarse por donativos particulares o de empresas.
- Los Estados u otras colectividades públicas.
- Los organismos internacionales públicos, normalmente los que dependen de la ONU, la Unión Europea, etc.
- Empresas.

## El proyecto Esfera: unas normas comunes que rijan la ayuda humanitaria
El Proyecto Esfera es una iniciativa voluntaria que reúne a muchas organizaciones humanitarias internacionales que persiguen un objetivo común: mejorar la calidad de la asistencia humanitaria y la rendición de cuentas de los actores humanitarios frente a sus miembros, a los donantes y a la población afectada. 
Gracias a un manual que recoge las normas básicas se pretende estipular un conjunto de principios comunes y normas mínimas universales que guíen la acción en las cuatro áreas vitales: el abastecimiento de agua, el saneamiento y la promoción de la higiene; la seguridad alimentaria y la nutrición; el alojamiento, los asentamientos humanos y los artículos no alimentarios; y la acción de salud.

### Recomendaciones
Para obtener buenos resultados de la ayuda humanitaria que se proporciona, se necesita manejar una serie de pasos entre los cuales están:
- Evaluación inicial y movilización: Determinar cuales son las necesidades principales que necesita el grupo o  población  en específico, para enviar los materiales necesarios.
- Respuesta inmediata:  Al momento que tengas en claro cuales son los materiales básicos, proporciona la ayuda lo más antes posible  en las primeras 72 horas.
- Planificación de operaciones: Fijar las prioridades es lo esencial al momento de realizar la ayuda con los afectados.
- Coordinación y organización: Son características  que se deben tomar muy en cuenta para que los planes que se tienen, se lleven a cabo de la mejor forma. (Coordinación, establece la disposición de tareas para que se lleven a cabo y así se logren los objetivos. Organización, define las funciones y responsabilidades y facilita la opción para lograr los objetivos.)